# 岐阜大学大学院地域科学研究科
岐阜大学大学院地域科学研究科（ぎふだいがくだいがくいんちいきかがくけんきゅうか、英: Gifu University Graduate School of Regional  Studies）は、岐阜大学に設置された、地域学を対象とした大学院研究科。
よりよい地域社会の創造をめざし、文系と理系の両面からさまざまな対象に関する研究と教育をおこなっているが、対象とする学問分野は、哲学、文学、言語学、法学、経済学、社会学、物理学、化学、生物学、心理学、人類学、民俗学など、多岐にわたる。
なお、関連学部に地域科学部があるが、名古屋大学との経営統合を進める過程で、学部の廃止を見据えた学部再編の構想があり、学部側は反発を強めている。

## 沿革
1949年5月 国立学校設置法により岐阜大学開学。1996年10月　同大学の教養部が解体され、後の受け皿として地域科学部が創設。日本の国立大学で地域を冠して創設された最初のものとされる。学部生の院進学先として、2001年4月 大学院地域科学研究科を設置。2002年度・03年度の文部科学省特別事業費および岐阜大学の学長裁量経費により、地域資料・情報センターを設置。

## 組織構成
地域科学研究科（修士課程）
- 地域政策専攻：教育研究領域として、経済社会領域、行政社会領域領域、自然環境領域 がある
- 地域文化専攻：教育研究領域として、社会生活領域、人間文化領域 がある[9]

## 参考
- 岩崎保道、国立大学における地域学系学部の動向－国立大学改革を背景として－ 関西大学高等教育研究 第7号 2016年3月